# 腰庄乡
腰庄乡，是中华人民共和国山西省忻州市保德县下辖的一个乡镇级行政单位。

## 行政区划
腰庄乡下辖以下地区：
铺房焉村、后芦子沟村、郭家峁村、腰庄村、冀家沟村、年延村、冀家峁村、白家焉村、代家沟村、外盘塔村、马铺头村、孙家焉村、讲家沟村、路家沟村、桑树梁村、杨家沟村、可王家里村、高家沟村、仁家焉村和赵家峁村。